# Rhinotora pluricellata
Rhinotora pluricellata är en tvåvingeart som beskrevs av Ignaz Rudolph Schiner 1868. Rhinotora pluricellata ingår i släktet Rhinotora och familjen myllflugor. Inga underarter finns listade i Catalogue of Life.